# Svartvit törnkråka
Svartvit törnkråka (Cracticus nigrogularis) är en fågel i familjen svalstarar inom ordningen tättingar.

## Utbredning och systematik
Svartvit törnkråka förekommer i Australien och delas in i två underarter:
- Cracticus nigrogularis picatus – förekommer från Western Australia och Northern Territory till västra Queensland
- Cracticus nigrogularis nigrogularis – förekommer i östra delen av Australien (Kap Yorkhalvön till norra Victoria och sydöstra South Australia)

### Familjetillhörighet
Törnkråkorna i Cracticus, flöjtkråkan (Gymnorhina tibicen), kurrawongerna i Strepera samt de två arterna i Peltops placerades tidigare i den egna familjen Cracticidae. Dessa är dock nära släkt med svalstararna i Artamidae och förs allt oftare dit.

## Status
Arten har ett stort utbredningsområde och internationella naturvårdsunionen IUCN kategoriserar arten som livskraftig. Beståndsutvecklingen är dock oklar.

## Bilder

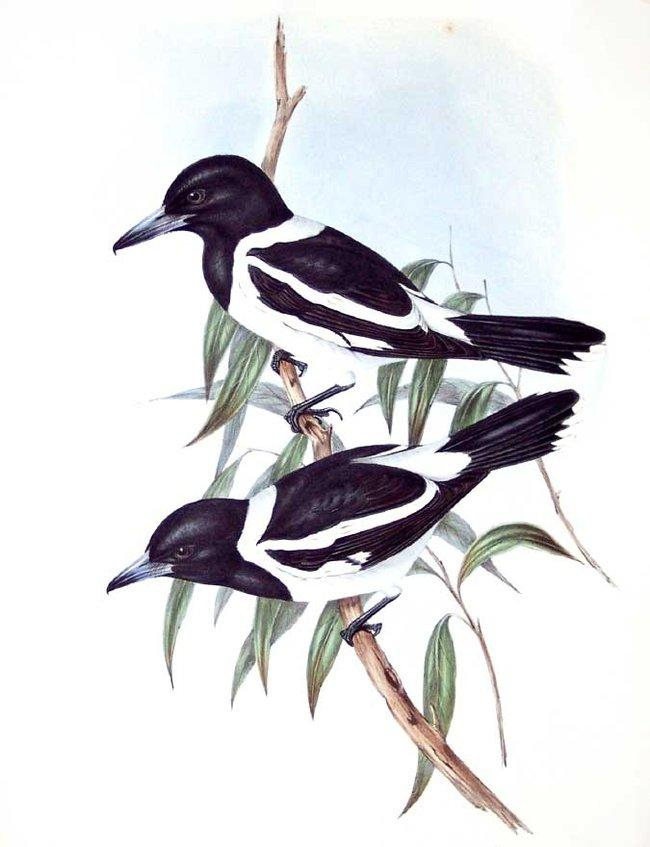
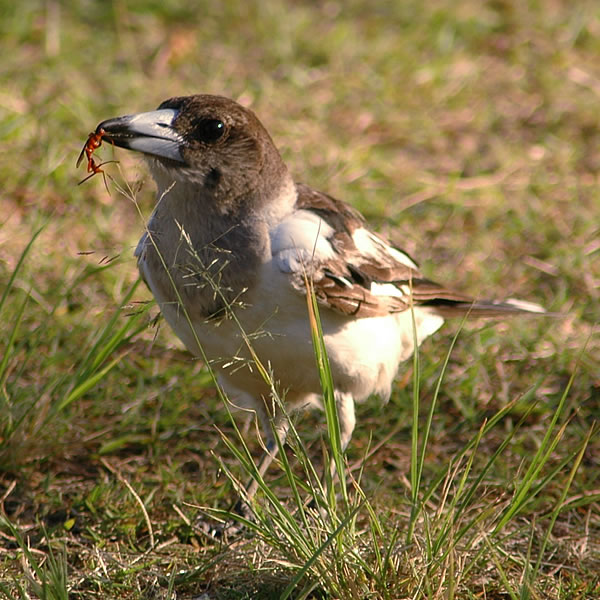
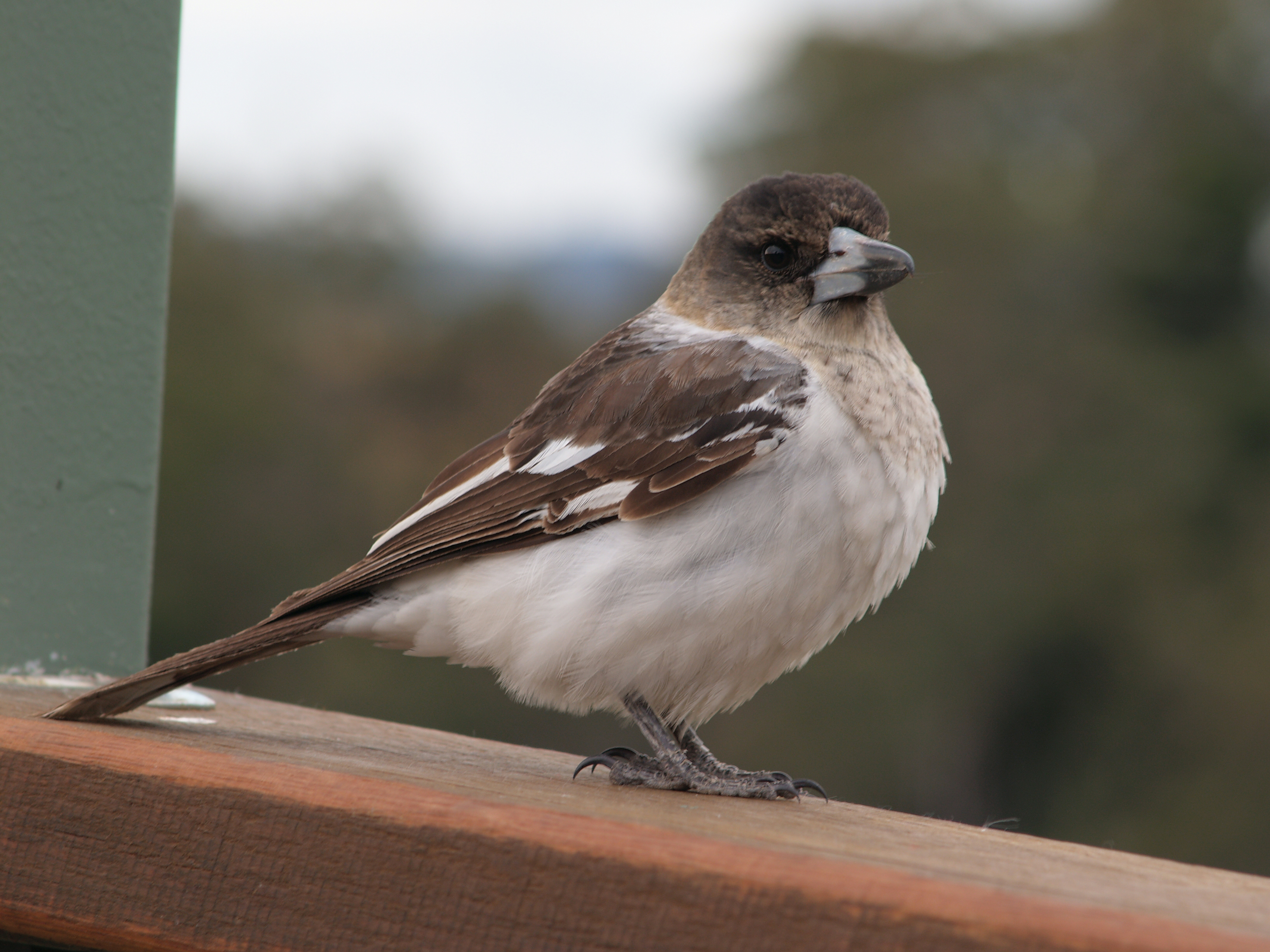